# حسن صادقلو
حسن صادقلو (زاده ۱۳۳۳) سیاستمدار ایرانی و استاندار استان گلستان در دولت یازدهم و همچنین نماینده مجلس شورای اسلامی در دوره دوم از حوزه انتخابیه آزادشهر و رامیان بوده‌است.